# 陳震遠論文審稿造假案
陳震遠論文審稿造假案（The fake papers event of Chen Zhenyuan's papers），2014年7月爆發的學術醜聞事件。英國賽吉出版公司發現，前國立屏東教育大學（今國立屏東大學民生校區）資訊科學系副教授陳震遠涉嫌為了讓論文能夠發表，通過假造130個人頭帳號，假造出同儕審查圈及引用圈。賽吉出版公司因此撤銷了陳震遠在《震動與控制期刊》發表的60篇論文。
一次撤消60篇論文在全球學術界是很罕見的事件，《震動與控制期刊》主編因此請辭主編，並向其執教大學申請退休。被撤銷論文中，有5篇是由中華民國教育部部長蔣偉寧發表，陳震遠掛名共同作者；在受到輿論壓力後，蔣偉寧因此請辭教育部長。

## 事件經過
2009年，陳震遠至屏東教育大學任教，開始在《震動與控制期刊》（JVC）大量發表論文。
2011年2月，陳震遠升任屏東教育大學副教授。
2013年，《震動與控制期刊》主編阿里·H·內菲審查陳震遠論文，發現問題帳號，逐一清查，發現130個問題帳號可能皆是陳震遠假造。9月，賽吉出版公司發函屏東教育大學，要求協助調查。屏大資訊科學系於10月成立專案委員會調查。11月陳震遠向屏東教育大學請辭副教授職位，於2014年2月開學後離職。屏東教育大學結束內部調查，未對外公布結果，也未向教育部通報。屏東教育大學表示，因為開始調查之後陳震遠的離職使調查不順利，併校和暑假期間許多調查行動無法進行，調查小組開學後會總報告，「不私了」。
2014年5月，阿里·H·內菲結束調查，向《震動與控制期刊》提出調查報告後請辭主編職務，同時向自己任教的大學申請退休，以負起此次事件的責任。7月8日，部落格《Retraction Watch》首次向外界披露這個消息。7月9日，《震動與控制期刊》發出聲明，指控陳震遠利用該期刊線上審查系統，以大量註冊假帳號的方式註冊了130位人頭帳號；賽吉出版公司懷疑陳震遠利用這種方式來通過同儕審查，撤銷與陳震遠有關的60篇論文。包括《紐約時報》與《華盛頓郵報》等媒體皆報導了此事。台灣媒體在稍晚也跟進。李家同批評此事是JVC審稿制度不良造成。
7月11日，因為遭撤銷論文中，有5篇為蔣偉寧發表，陳震遠掛名共同作者，蔣偉寧召開記者會澄清。蔣偉寧聲稱，陳震遠之弟陳震武為其指導學生，陳震遠掛名共同作者，是經由陳震武處理，他本人不知情。輿論出現要求將蔣偉寧停職，進行調查的聲音。
7月13日，陳震遠召開記者會，澄清蔣偉寧未涉及此事。會後發表聲明，認為論文內容絕無抄襲、造假，至於人頭帳號的建立，是因為在送、修稿過程，因敲鍵錯誤，使資訊系統自動建立大量共同作者們的帳號，非惡意假造。
7月14日，中華民國行政院發布，蔣偉寧辭去教育部長。
9月25日，中華民國科技部學術倫理委員會做出初步調查，確認論文審查造假，擬裁處陳震遠停權十年、陳震武停權五年，停權期間不能申請科技部任何補助；並擬追繳涉案期間補助費逾新台幣兩百萬元。此案報請科技部部長張善政裁定。
在科技部調查中，除被《震動與控制期刊》撤銷的60篇論文外，在《自然災害》（Nature Hazards）期刊中，陳震遠有一篇論文導言抄自維基百科，其中有三分之一是引用其他論文，引用的九成內容皆為自己及陳震武的論文，遭懷疑是刻意增加自己的論文影響力點數。此外，蔣偉寧被檢舉《震動與控制》撤銷其掛名共同作者的其中一篇論文，涉嫌自我抄襲2010年另一篇刊登在《震動與控制》且未被撤銷的論文上；經比對兩篇論文，發現有多個段落幾乎完全一字不差，且未註明出自以前的研究成果。10月16日，科技部學術倫理委員會初審，決議將蔣偉寧停權三年，結果送張善政決定。
10月26日，科技部決議將陳震遠停權十年，停權期間不得申請計畫；但陳震武及蔣偉寧處份未定。
11月26日出刊的英國《自然》期刊，刊載專文〈同儕審查騙局〉回顧這個事件，認為陳震遠與文亨尹事件暴露了自動出版送審系統如ScholarOne等的安全性弱點。
2015年2月6日，科技部決議陳震武停權十年並追回三件計畫的研究主持費，蔣偉寧停權一年。
2016年3月6日，國際期刊《Human Factors and Ergonomics in Manufacturing & Service Industries》宣布撤銷陳震武於2012年至2013年期間所發表的3篇論文，由於這3篇論文都僅有陳震武和其他學者掛名，並無當年被視為主導整起案件的陳震遠掛名，也讓國際學術網站「Retraction Watch」認為，陳震武在整起案件並不是無辜的旁觀者，使得科技部重啟調查。教育部表示，在事件爆發後，經海科大查證，陳震武的教授升等論文中確有數篇有問題，校方已決議取消陳震武教授資格，降為副教授，並追討溢領薪資，而陳震武不服而提出訴願。經法院審理後，教育部敗訴，後經上訴，最高法院判決：原判決廢棄。訴願決定及原處分均撤銷。並依判決重啟調查，再為處分。因此目前為副教授資格。

## 類似事件
2012年，南韓東亞大學的一名農業科學家文亨尹涉及建立24個假郵件帳號，向自己在《藥物生物學期刊》發表的論文，冒名進行同儕審查，以利論文發表，遭撤銷35篇論文。
2015年3月，現代生物出版集團撤消了旗下期刊中43篇論文，多數來自中國，主因是發現有偽造同儕審查者的造假情況。《華盛頓郵報》報導此事，並將其與陳震遠事件相提並論

## 外部連結
- 羅中泉《陳震遠案，記者不懂也不會告訴你的問題癥結》 （页面存档备份，存于）